# 名古屋市立笈瀬中学校
名古屋市立笈瀬中学校（なごやしりつ おいせちゅうがっこう）は、愛知県名古屋市中村区の公立中学校。校名は笈瀬川の名前に由来する。

## 歴史

### 沿革
- 1947年（昭和22年）4月 - 名古屋市立笈瀬中学校が創立される[WEB 1]。亀島小学校・牧野小学校・米野小学校の3校の通学区域をもって、学区とした[WEB 1]。ただし、開校当時は独立校舎を持たず、亀島小学校を本校（6教室借用）、新明小学校を第一分校（2教室借用）、六反小学校を第二分校（2教室借用）の3箇所に分散し、授業を開始した[WEB 1]。
- 1948年（昭和23年）
  - 4月 - 新明小・六反小にそれぞれ設置されていた分校を廃止し、新たに牧野小学校（5教室借用）に第一分校、米野小学校（2教室借用）に第二分校を設置[WEB 1]。また、本校となっていた亀島小学校では13教室を借用する体制となった[WEB 1]。
  - 5月 - 分校を分教場と名称を改め、さらに則武小学校に分教場を設置[WEB 1]。
  - 10月 - 分教場を亀島小学校内に統合し、独立校舎20教室体制とした[WEB 1]。
- 1949年（昭和24年）
  - 4月 - 米野小学校に10教室の分教場を設置[WEB 1]。
  - 9月 - 現校地に木造2階建ての独立校舎を3棟設置し、亀島小学校の同居状態を解消[WEB 1]。米野小学校分教場についてはそのまま存置された[WEB 1]。
- 1950年（昭和25年）
  - 4月 - 学区を変更し、牧野・米野学区が離脱。亀島・日比津両小学校区を通学区域とした[WEB 1]。この体制変更に伴い、米野小学校内に設置していた分教場が廃止となり、亀島小学校内に2教室の亀島分教場、日比津小学校内に3教室の日比津分教場を改めて設置することとなった[WEB 1]。また、本校の8教室は黄金中学校に貸し出すこととなった[WEB 1]。
- 1951年（昭和26年）7月 - 亀島・日比津分教場を廃止し、本校に統合が完了する[WEB 1]。また、黄金中学校に貸与していた8教室も返還される[WEB 1]。
- 1963年（昭和38年）4月 - 学区変更により、亀島・則武・本陣の3学区体制となる[WEB 1]。
- 1981年（昭和56年）5月 - 笈瀬地域スポーツセンターが開設される[WEB 1]。
- 1984年（昭和59年） - 特殊学級（精薄・情緒）が設置される[1]。
- 2002年（平成14年）4月 - 亀島・則武・本陣の各小学校が統合され、ほのか小学校が発足したため、通学区域が同小学校区のみとなる[WEB 1]。

## 部活動
- 部活動として、野球部・卓球部・バスケットボール部、合唱部・園芸部が活動を行っている[WEB 2]。

## 通学区域
所管する名古屋市教育委員会は、2017年（平成29年）4月1日現在、名古屋市立ほのか小学校の学校区を通学区域として指定している。

### WEB
1. 1 2 3 4 5 6 7 8 9 10 11 12 13 14 15 16 17 18  “学校沿革史”.   名古屋市立笈瀬中学校. 2020年1月23日閲覧。
2. ↑  “部活動”.   名古屋市立笈瀬中学校. 2020年1月23日閲覧。
3. ↑  名古屋市教育委員会事務局子ども応援委員会制度担当部学校計画室計画係 (2017年4月1日). “名古屋市立中学校区一覧（小→中）” (PDF).   名古屋市. 2020年1月23日閲覧。

### 書籍
1. 1 2  中村区制施行50周年記念事業実行委員会記念誌編集委員会 1987, p. 110.